# Viekšniai
Viekšniai est une ville de Lituanie située dans la municipalité du district de Mažeikiai.

## Démographie
En 2011, la population est de 1938 habitants. En 2021, sa population était de 2 249 habitants.

## Étymologie
L'origine du nom de Viekšniai est incertaine mais proviendrait probablement d'un toponyme lié à l'eau. Selon J. Sprogio du XVIe, il y aurait eu un lac du nom de Viekšnas (ou approchant ce nom). De nombreux autres lieux liés aux cours d'eau ont cette même racine.

## Histoire
La terre de Viekšnias est mentionnée dans des sources écrites datant du IXe siècle. Viekšniai est mentionnée depuis 1253, au XVIe siècle. des sources historiques mentionnent la ville de Viekšnii en 1528 et le manoir de Viekšnii. En 1634 l'église Viekšnii est construite et en 1656 la ville est complètement détruite par les Suédois. La ville se développe aux XVIe et XVIIIe siècles. Au 17e siècle à l'extrémité de Viekšniai se trouvait un centre commercial considérable du nord de la Lituanie.

## Personnalités
- Mykolas Biržiška (1882-1962) : homme politique lituanien